# 와카이역
와카이역(일본어: 若井駅)은 일본 고치현 다카오카군 시만토정에 위치한 시코쿠 여객철도 · 도사쿠로시오 철도의 철도역이다. 실질적으로는 도사쿠로시오 철도가 관할하는 철도역이며. 역 번호는 G27, TK27이다.

## 이용 가능한 철도 노선
- 시코쿠 여객철도
  - 요도 선
- 도사쿠로시오 철도
  - 나카무라 선

## 역사
- 1963년 12월 18일 : 일본국유철도 나카무라 선의 역으로서 개업.
- 1974년 3월 1일 : 요도 선 개통에 의한 영업상의 분기역 (시설상의 분기점은 가와오쿠 신호장)으로 한다.
- 1987년 4월 1일 : 일본국유철도 분할 민영화에 의해, 시코쿠 여객철도가 승계.
- 1988년 4월 1일 : 나카무라 선의 도사쿠로시오 철도 이관에 수반해, 당 역은 도사쿠로시오 철도의 관할역이 된다.

## 인접 역
| 시코쿠 여객철도 요도 선       | 시코쿠 여객철도 요도 선 | 시코쿠 여객철도 요도 선           |
| ----------------------------- | ----------------------- | --------------------------------- |
| 시·종착역                     | 요도 선                 | 이에지가와 G 28 기타우와지마 방면 |
| 도사쿠로시오 철도 나카무라 선 |                         |                                   |
| 구보카와 TK 26 구보카와 방면  | 나카무라 선             | 가이나 TK 28 스쿠모 방면          |